# 酒田中央インターチェンジ
酒田中央インターチェンジ（さかたちゅうおうインターチェンジ）は、山形県酒田市にある日本海東北自動車道のインターチェンジである。国道47号新庄酒田道路（余目酒田道路）と接続しており、余目酒田道路側の名称は「酒田中央交差点」である。
仮称は、「酒田中央ジャンクション」であった。
余目酒田道路は酒田中央交差点を境に西側は一般道、東側は自動車専用道路に分かれ、自動車専用道路区間では125 cc以下のバイク、自転車、歩行者の通行が禁止される。

## 歴史
- 2009年（平成21年）6月：「 酒田中央JCT（仮称）」の名称で、日本海東北自動車道への連結許可が認可[2]。
- 2015年（平成27年）11月14日：余目酒田道路・酒田市新堀 - 東町 (5.9 km) 間開通に伴い、供用開始[3][4]。

## 周辺
- 東酒田駅（JR東日本・羽越本線）
- 砂越駅（JR東日本・羽越本線）

## 接続する道路
- 国道47号新庄酒田道路（余目酒田道路）
- 山形県道40号酒田松山線

## 料金所
当ICに料金所は設置されていない。酒田IC方面の料金は酒田IC料金所または酒田本線料金所にて、酒田みなとIC方面の料金は酒田みなと料金所にて支払う。

## 隣
E7 日本海東北自動車道
(19) 酒田IC/TB - (19-1) 酒田中央IC - (20) 酒田みなとIC/TB
国道47号新庄酒田道路（余目酒田道路）
小牧 - 酒田中央 - 四ツ興野